# Zagórki (województwo zachodniopomorskie)
Zagórki (niem. Hünenberg) – wieś w Polsce położona w województwie zachodniopomorskim, w powiecie drawskim, w gminie Drawsko Pomorskie. W latach 1975–1998 miejscowość administracyjnie należała do województwa koszalińskiego. W roku 2007 wieś liczyła 51 mieszkańców. Miejscowość wchodzi w skład sołectwa Suliszewo.
W miejscowości działało Państwowe Gospodarstwo Rolne Zagórki.

## Geografia
Wieś leży ok. 3 km na południowy zachód od Suliszewa, ok. 300 m na południe od linii kolejowej nr 210, ok. 600 m na południe od drogi krajowej numer 20 ze Stargardu do Gdyni.